# Vaccinium
Vaccinium es un género de arbustos de la familia Ericaceae que incluye a todas las especies llamadas arándano, como el arándano azul (Vaccinium corymbosum) o arándano rojo. Este género contiene 908 especies descritas y de estas, solo 172 aceptadas.

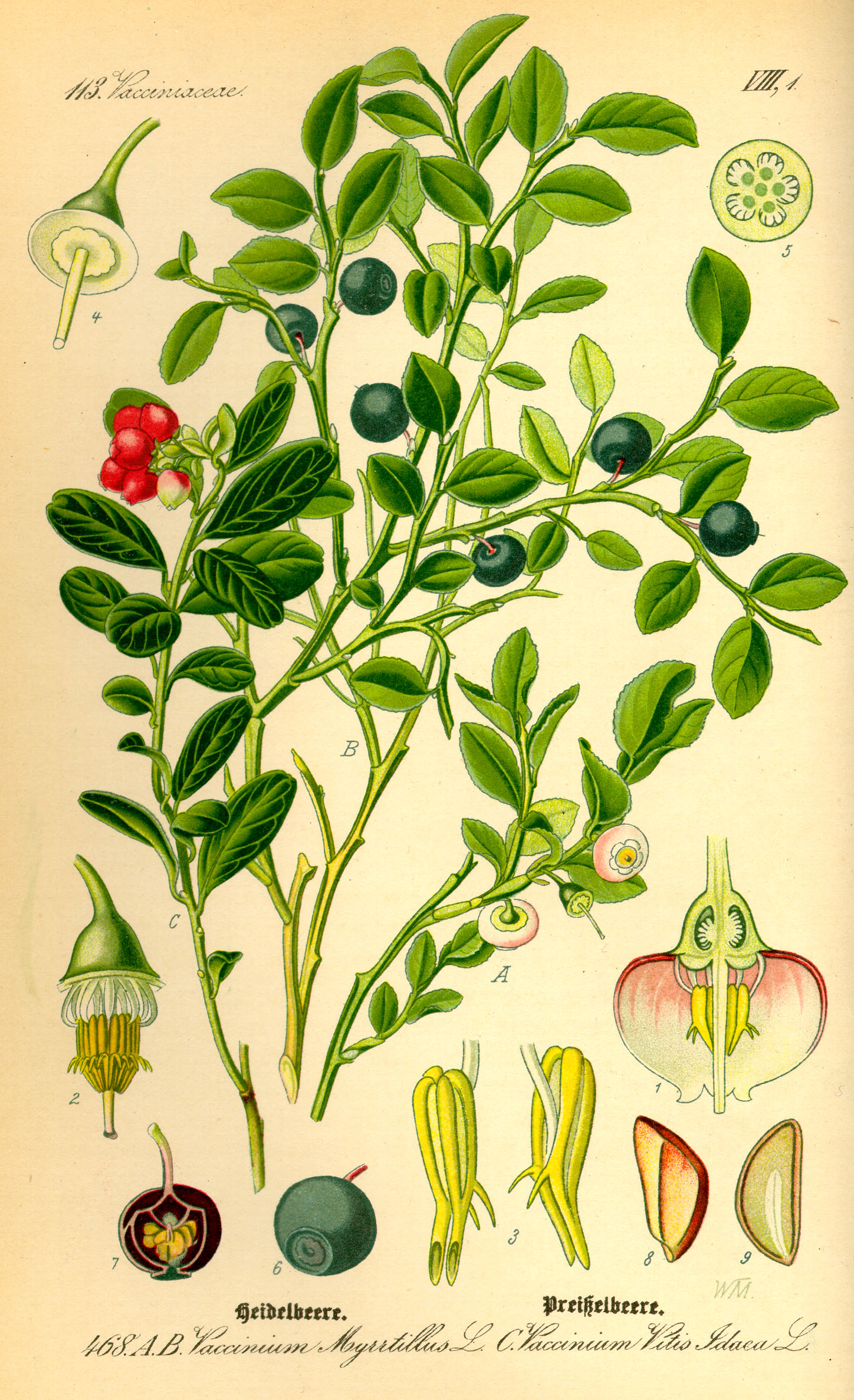
Ilustración de Vaccinium myrtillus

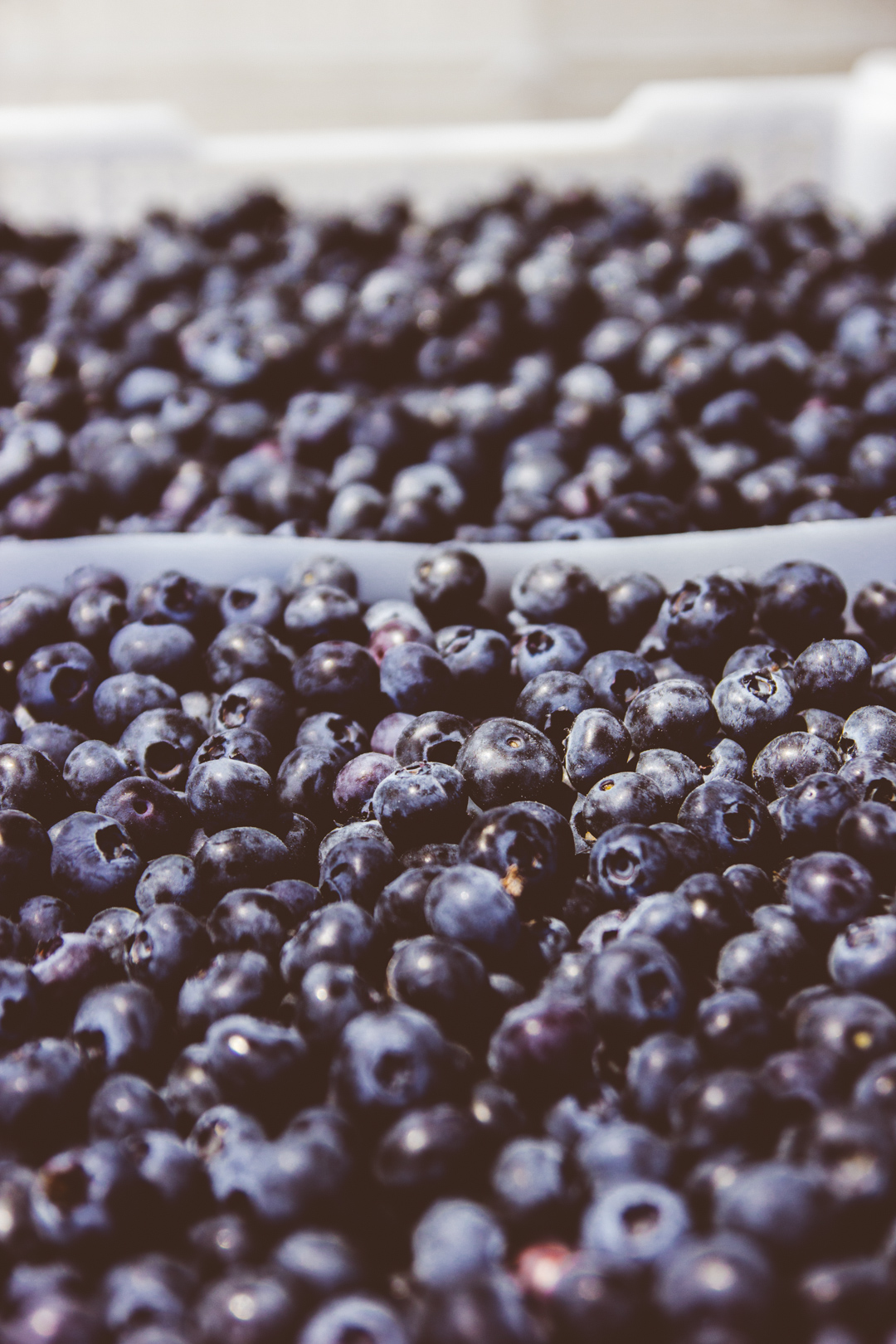
Arándanos en Angol, Chile

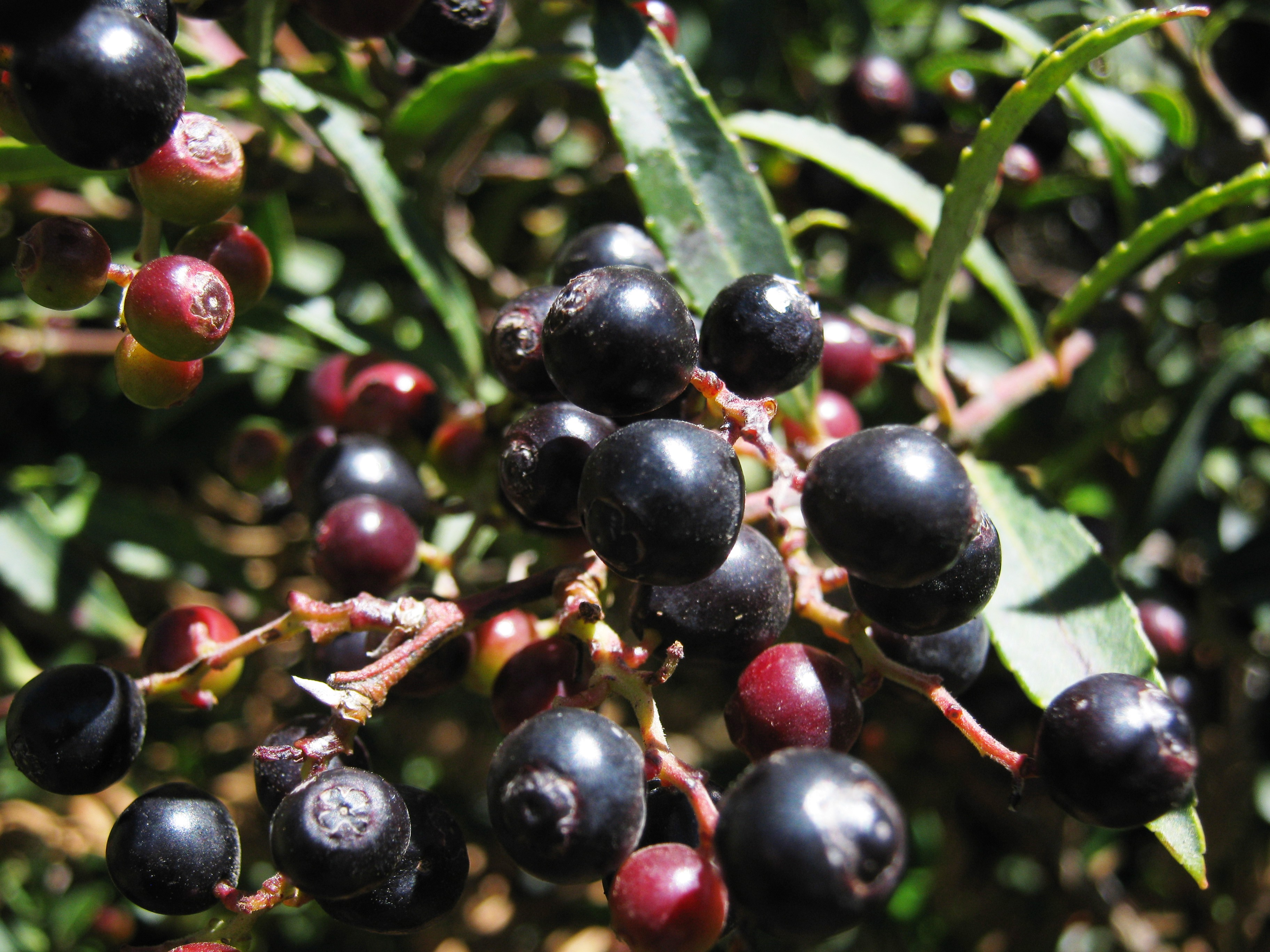
Vaccinium consanguineum, detalle de frutos maduros, Costa Rica

## Descripción
Son arbustos o rara vez árboles, terrestres o epifíticos, frecuentemente rizomatosos. Hojas alternas, perennes o caducas, cortamente pecioladas, pinnatinervias o plinervias, los márgenes enteros o serrados.
Inflorescencias axilares, racemosas o rara vez con 1-2 flores; bráctea floral 1, pequeña; pedicelos articulados o continuos con el cáliz; bractéolas 2. Flores 4-5-meras, generalmente con aroma, la estivación imbricada; cáliz sinsépalo, el tubo cilíndrico a globoso, los lobos rara vez obsoletos; corola simpétala, cilíndrica, urceolada, o campanulada, membranácea a delgadamente-carnosa, los lobos rara vez partidos casi hasta la base; estambres 8 o 10, iguales, del largo de la corola; filamentos distintos, iguales, más largos que las anteras, el conectivo con o sin espolones, a veces en apariencia con espolones vestigiales; anteras iguales, el tejido de desintegración ausente, las tecas lisas o papiladas, los túbulos 2, distintos, dehiscentes por poros terminales o rara vez por hendiduras oblicuas; polen sin hilos de viscina; anteras no dehiscentes, sino poricidas adaptadas a polinización por zumbido. Ovario completamente ínfero o en parte ínfero, 4-5(-falsamente 10)-locular; estilo casi igual a la corola.
Frutos en bayas; semillas 5 a numerosas, a veces con una vaina mucilaginosa. El fruto se desarrolla a partir de un ovario inferior, por lo que botánicamente se le considera una falsa baya.

## Distribución y hábitat
Su hábitat es, principalmente, las regiones frías del hemisferio norte, aunque también hay especies tropicales en regiones tan distantes como Madagascar y Hawái. Estas plantas, sin embargo, prefieren terrenos abiertos así como zonas de monte bajo. 
En España, en estado silvestre, se pueden encontrar tres especies, todas ellas en zonas montañosas y ambientes mínimamente húmedos: el arándano común (Vaccinium myrtillus), el arándano negro (Vaccinium uliginosum) y, muy raramente, el arándano rojo (Vaccinium vitis-idaea).

## Taxonomía
El género fue descrito por Carlos Linneo y publicado en Species Plantarum 1: 349–352. 1753. La especie tipo es: Vaccinium uliginosum L.
Etimología
Vaccinium: nombre genérico que se utilizó en latín clásico para un tipo de baya (probablemente el arándano Vaccinium myrtillus), pero su última derivación es oscura (no es la misma palabra que vaccinum = "de o perteneciente a las vacas").

## Subgéneros
Existen dos subgéneros:
- Subgénero Oxycoccos (los arándanos rojos o cranberries): con vástagos no leñosos, delgados y rastreros y flores con pétalos fuertemente inclinados.
 Algunos botánicos consideran este subgénero como un género aparte.
  - V. erythrocarpum
  - V. macrocarpon
  - V. microcarpum
  - V. oxycoccos
- Subgénero Vaccinium: todas las otras especies, con vástagos leñosos, más gruesos y erguidos y flores acampanadas. Los conocidos propiamente como arándanos, forman una sección dentro de este subgénero denominada Cyanococcus.
  - V. acosta Raeusch.
  - V. angustifolium (Aiton) Benth.
  - V. arboreum Lesch. ex Dunal
  - V. ashei J.M.Reade
  - V. atrococcum (A.Gray) A.Heller
  - V. caesium Greene
  - V. consanguineum
  - V. corymbosum
  - V. floribundum
  - V. melanocarpum
  - V. meridionale
  - V. myrsinites
  - V. myrtilloides
  - V. myrtillus
  - V. occidentalis
  - V. ovatum
  - V. pallidum
  - V. parvifolium
  - V. uliginosum
  - V. vitis-idaea
  - V. vitis-idaea var. minus